# Дебал
Дебал (урду ديبل), — стародавнє місто-порт, що, ймовірно, розташовувався біля міста Карачі (сучасний Пакистан), у безпосередній близькості від півострова Манора. Назва міста походить від девалая, що у перекладі з санскриту означає «обитель Бога»

## Історія
Дебал був заснований у I столітті до н. е. та невдовзі став найважливішим торговим містом Сінду, надавши притулок тисячам сіндхських моряків, включаючи корсарів Баварі. Стародавній арабський географ Ібн-Хаукаль у своїх писаннях згадував міські будівлі Дебала, сухий, випалений ландшафт, що оточував місто, й жителів, що займались торгівлею та рибальством.
Арабський полководець Мухаммед ібн аль-Касім ас-Сакафі завоював місто у 711—712 роках, здолавши раджу Дахіра, останнього індуського правителя Сінду.
Дебал і півострів Манора згадувались османським адміралом Сейді Алі-реїсом у книзі «Дзеркало країн». Місто також відвідували британські мандрівники Томас Постанс та Еліот, відомий своїми спогадами про місто Татта.
Деякі археологи схиляються до думки, що руїни, знайдені під час розкопок Банхора є рештками стародавнього міста-порту Дебал.